# Воинское кладбище № 378 (Закопане)
 Памятник культуры Подкарпатского воеводства, регистрационный номер А-467/M от 16 апреля 2009 года.
Воинское кладбище № 378 — Закопане (пол. Cmentarz wojenny nr 378 - Zakopane) — воинское кладбище, находящееся на территории Нового кладбища в городе Закопане, Подкарпатское воеводство. Кладбище входит в группу Западногалицийских воинских захоронений времён Первой мировой войны. Воинский некрополь занимает часть квартала XIII Нового кладбища. На кладбище похоронены военнослужащие Польских легионов Австрийской армии, погибшие во время Первой мировой войны. Памятник Подкарпатского воеводства.

## История
Кладбище было основано Департаментом воинских захоронений К. и К. военной комендатуры в Кракове в 1915 году на территории Нового кладбища в Закопане. На кладбище площадью 30 квадратных метра находится две братских и несколько десятков индивидуальных могил, в которых похоронены военнослужащие I, II и III бригад Польских легионов. На кладбище производились захоронения польских легионеров, умерших и после Первой мировой войны.
В период между мировыми войнами на кладбище были захоронены останки польских генералов Анджея Галицы, Мариана Янушайтиса-Жеготы и Мечислава Боруты-Спеховича.
16 апреля 2009 года воинское кладбище было внесено в реестр памятников Подкарпатского воеводства (№ А — 467/M).

## Источник
- Oktawian Duda: Cmentarze I wojny światowej w Galicji Zachodniej. Warszawa: Ośrodek Ochrony Zabytkowego Krajobrazu, 1995. ISBN 83-85548-33-5.